# Rockwell Tank Breaker
Rockwell Tank Breaker — переносной противотанковый ракетный комплекс (ПТРК), разрабатывавшийся корпорацией Rockwell International в рамках программы Tank Breaker в 1978–1984 гг. Инфракрасная головка самонаведения (ИК ГСН) к ракете разрабатывалась как самостоятельное изделие, разработка была начата ранее в рамках предварительного контракта, заключённого Управлением ракетных войск Армии США с Rockwell International и Hughes Aircraft до официального объявления конкурса на создание ПТРК нового поколения. По утверждению представителей компании, ИК ГСН в их варианте исполнения позволяла стрелку с одинаковой эффективностью решать огневые задачи как при стрельбе по наземным, так и по низколетящим тихоходным воздушным целям (вертолёты в режиме зависания, а также заходящие на посадку или взлетающие винтомоторные самолёты).

## Система наведения
Гибридный фокальноплоскостный матричный приёмник Rockwell International состоял из трёх элементов:
1. Фотоэлектрической детекторной решётки (PDA);
2. ПЗС-мультиплексора (Si CCD multiplexer);
3. Гальванизированных индиевых столбиков, соединяющих электромеханическим способом детекторную решётку с силицидным мультиплексором.

Электроны, генерируемые в результате поглощения фотонов аккумулируются плоскими матрицами p-n-переходов. Возникающий в результате фототок с каждого отдельного элемента детекторной решётки переводится на ПЗС-матрицу через отдельные индиевые соединители. Вводные ячейки ПЗС осуществляют функцию подавления фона, таким образом снижая интенсивность фонового потока и расширяя динамический диапазон ПЗС. В ПЗС-матрицах конструкции Rockwell International был применён способ подавления фона, реализующий одновременно два технологических принципа: скольжение (скимминг) и разделение заряда. В период с 1978 по 1980 г. инженерами Rockwell International уделялось особое внимание разработке чётко определяемой и воспроизводимой последовательности обработки инфракрасного сигнала в ходе прохождения его через пассивированный полупроводниковый материал приёмников, а также повышению их производительности.

## Сравнительная характеристика
| Общие сведения и сравнительная техническая характеристика прототипов противотанковых управляемых ракет Tank Breaker различных компаний-изготовителей | Общие сведения и сравнительная техническая характеристика прототипов противотанковых управляемых ракет Tank Breaker различных компаний-изготовителей | Общие сведения и сравнительная техническая характеристика прототипов противотанковых управляемых ракет Tank Breaker различных компаний-изготовителей | Общие сведения и сравнительная техническая характеристика прототипов противотанковых управляемых ракет Tank Breaker различных компаний-изготовителей | Общие сведения и сравнительная техническая характеристика прототипов противотанковых управляемых ракет Tank Breaker различных компаний-изготовителей |
| Прототип | HAC | MD/RCA | RIC | TI |
| --- | --- | --- | --- | --- |
| Задействованные структуры (генеральные подрядчики и субподрядчики работ) | | | | |
| Изготовитель (генподрядчик) | Hughes Aircraft | McDonnell Douglas | Rockwell International | Texas Instruments |
| Головка самонаведения | ITT Corporation | Radio Corporation of America | Rockwell International | Texas Instruments |
| Боевая часть ракеты | Firestone Tire and Rubber Company, Physics International Company                                                                                     | Firestone Tire and Rubber Company, Physics International Company                                                                                     | Firestone Tire and Rubber Company, Physics International Company                                                                                     | Firestone Tire and Rubber Company, Physics International Company                                                                                     |
| Концептуализация | Science and Technology Associates, Inc. | Science and Technology Associates, Inc. | Science and Technology Associates, Inc. | Science and Technology Associates, Inc. |
| Технический анализ проектов | System Planning Corporation | System Planning Corporation | System Planning Corporation | System Planning Corporation |
| Общие сведения о проекте | | | | |
| Ответственное лицо | Герман Латт | Майкл Кантелла | Роберт Агилера | Грейди Робертс |
| Общая сумма контракта, млн $ | 15 | н/д | н/д | 11,4 |
| Основные технические характеристики противотанковых управляемых ракет | | | | |
| Длина, мм | 1090 | н/д | н/д | 957 |
| Диаметр, мм | 101 | н/д | н/д | 114 |
| Масса, кг | 11,5 | н/д | н/д | 10 |
| Тип маршевого двигателя | Ракетный двигатель твёрдого топлива | Ракетный двигатель твёрдого топлива | Ракетный двигатель твёрдого топлива | Ракетный двигатель твёрдого топлива |
| Режим работы двигателя | н/д | с прогрессивным горением | с прогрессивным горением | двухрежимный |
| Основные технические характеристики фокальноплоскостных матричных приёмников инфракрасного излучения | | | | |
| Спектральный диапазон, µм | 3 — 5 | 3 — 5 | 3 — 5 | 8 — 10 |
| Основной полупроводниковый материал | антимонид индия (InSb) | силицид платины (PtSi) | арсенид-антимонид индия/антимонид галлия (InAsSb/GaSb)                                                                                               | ртутно-кадмиевый теллурид (HgCdTe) |
| Принцип работы | ПЗС (накопление) | ПЗС (накопление) | ПЗС (накопление) | ППЗ (перенос) |
| Способ усиления светочувствительности | обратная засветка (BSI) | барьер Шоттки (SB) | обратная засветка (BSI) | |
| Структура матрицы | гибридно-мозаичная | монолитная | гибридная | монолитная |
| Массив процессорных элементов | 62 × 58 | 64 × 128 | 64 × 64 | 64 × 64 |
| Межпиксельное расстояние, µм | 76 × 76 | 60 × 120 | 68 × 68 | 50 × 50 |
| Источники информации | | | | |
| - Patz, Douglas Leonard ; McDaniel, Robert Lee. Integrated Focal Plane Array Programs by DARPA (англ.). — Arlington, VA: System Planning Corporation, July 1980. — P.10–15 — 33 p. - World of aerospace: Tank Breaker (англ.). // Interavia : World Review of Aviation · Astronautics · Avionics. — Geneva: Interavia S.A., September 1981. — Vol.36 — No.9 — P.857 — ISSN 0020-5168. - Николаев А. Номенклатура вооружений: Противотанковые ракетные комплексы (электронный ресурс) // Военный паритет. — Якутск, 2007. | | | | |